# 基隆河自行車道

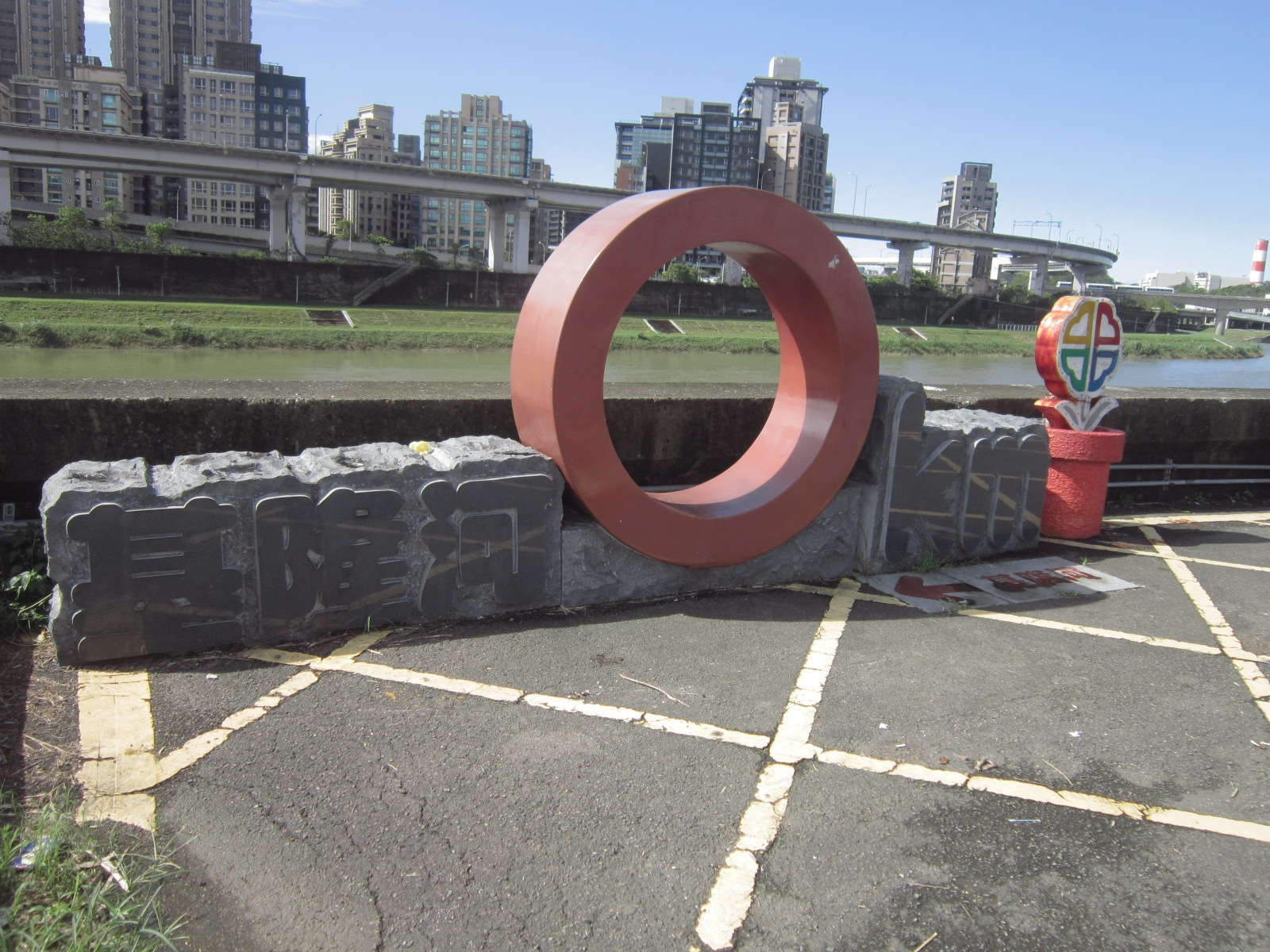
基隆河自行車道新北市汐止端起點標示柱

基隆河自行車道，是台灣自行車道的一條路線，位於台北市士林區洲美橋至新北市汐止區的長興街二段和基隆市部分地區，位於台北市境的基隆河右岸全長約20.6公里；左岸部分，台北市端約為22.1公里、新北市部分為11.4公里，總計約為33.5公里。沿途經過圓山飯店、大佳河濱公園與內湖科學園區、汐止星光橋等台北的重要地標，以及可觀覽陽明山景與大直美麗華摩天輪，終點為汐止長興街二段台鐵五堵貨場東南側的五堵舊隧道。
基隆部分以堵南街為起點，可直通八堵火車站，總長約9.8公里；汐止經由五堵舊隧道通往基隆的自行車路線工程已在民國108年10月7日完工通車，再往基隆方向無專用自行車道相連。
。
而在台北市的部分有多座的籃球場與棒球場及遊戲項設施，供大人和孩童參與同樂；位於新北市及基隆市的部分路段則較為顛頗，可觀看周遭的山河美景。

## 騎乘時間
- 左岸:腳踏車約90分鐘，公路車約25分鐘。

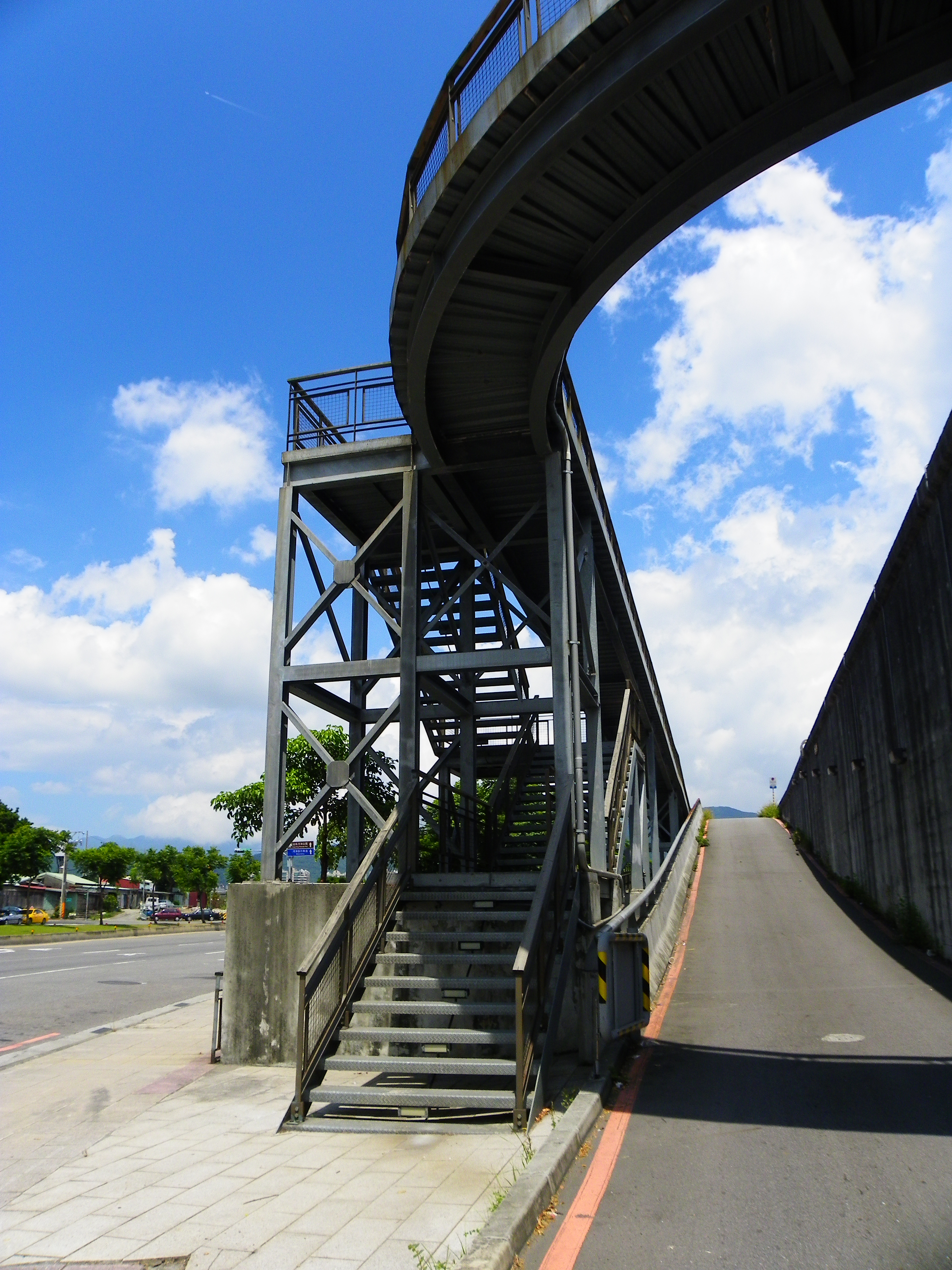
松山區塔悠路，跨擋水牆進入觀山河濱公園的自行車道與行人用天橋

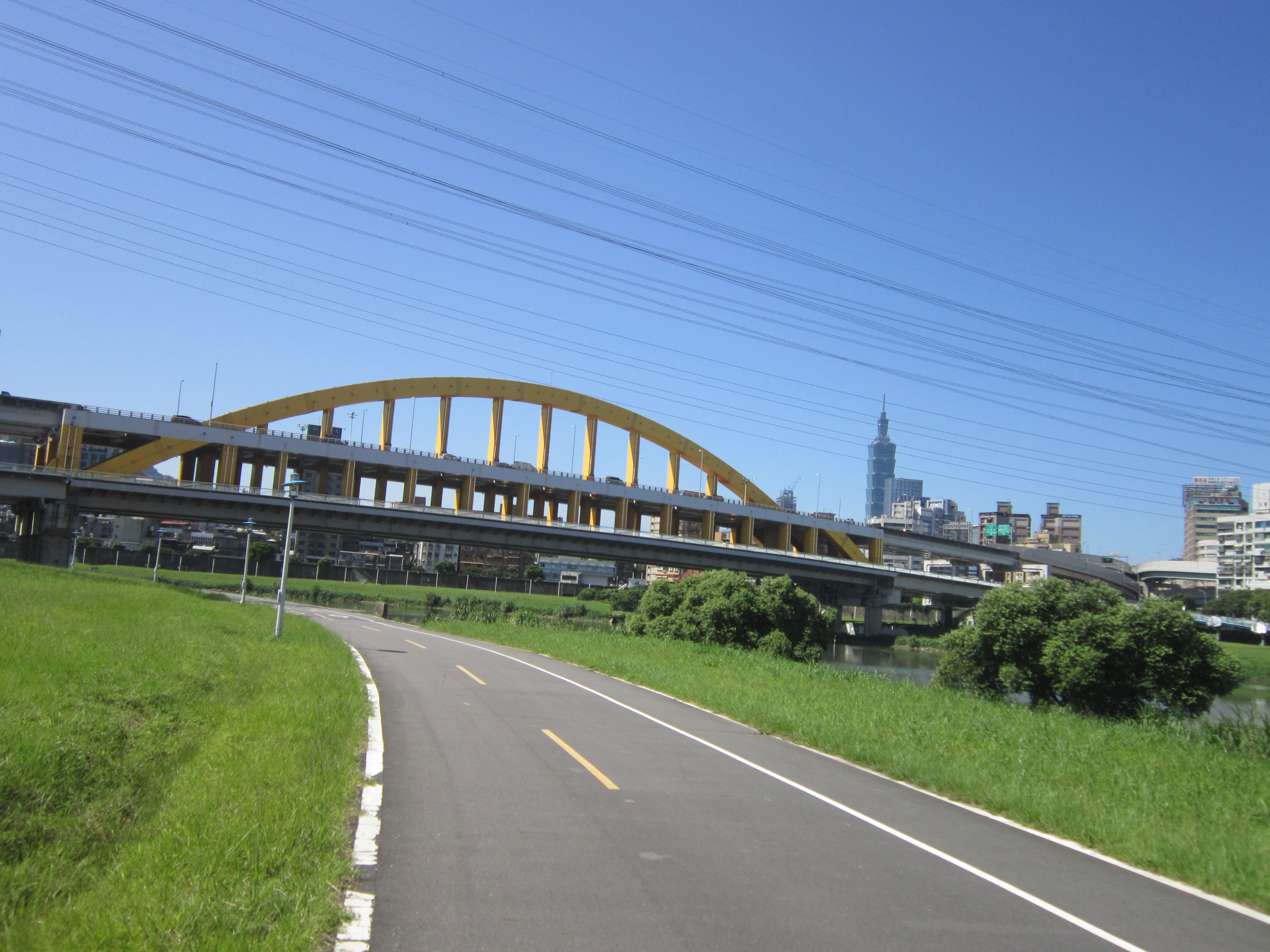
跨越基隆河的麥帥一橋及橋下的自行車道

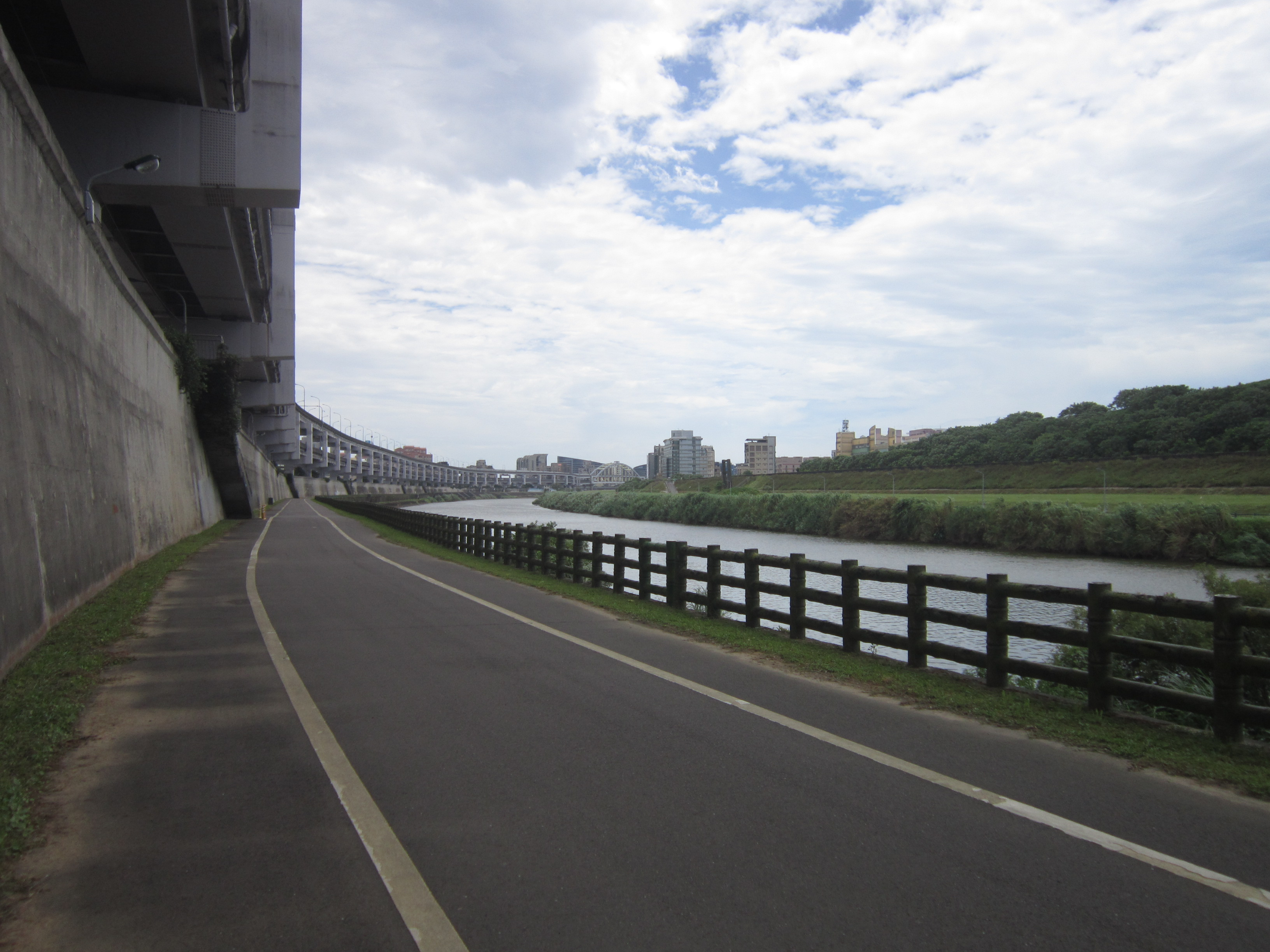
基隆河自行車道台北市南港松河街段(南岸)

- 右岸:腳踏車約120分鐘，公路車約50分鐘，含新北市段。

可由新長安橋、長安橋、星光橋、江北橋、新江北橋、新社后橋、社后橋、南陽橋、南湖大橋、成功橋、彩虹橋、麥帥一橋、大直橋、中山橋、洲美橋及社子大橋連接兩岸。

## 交通資訊
- 右岸:聯營28、聯營256，於大直抽水站下車即可抵達，聯營28、聯營284、聯營棕1、藍20，在成功橋下車。
- 左岸:聯營72、聯營222、聯營棕16，於大佳國小站下車，並於林安泰古厝附近的疏散門進入，聯營262、聯營307、聯營505、聯營604，於莊敬里附近的塔悠疏散門進入。

## 周邊景點

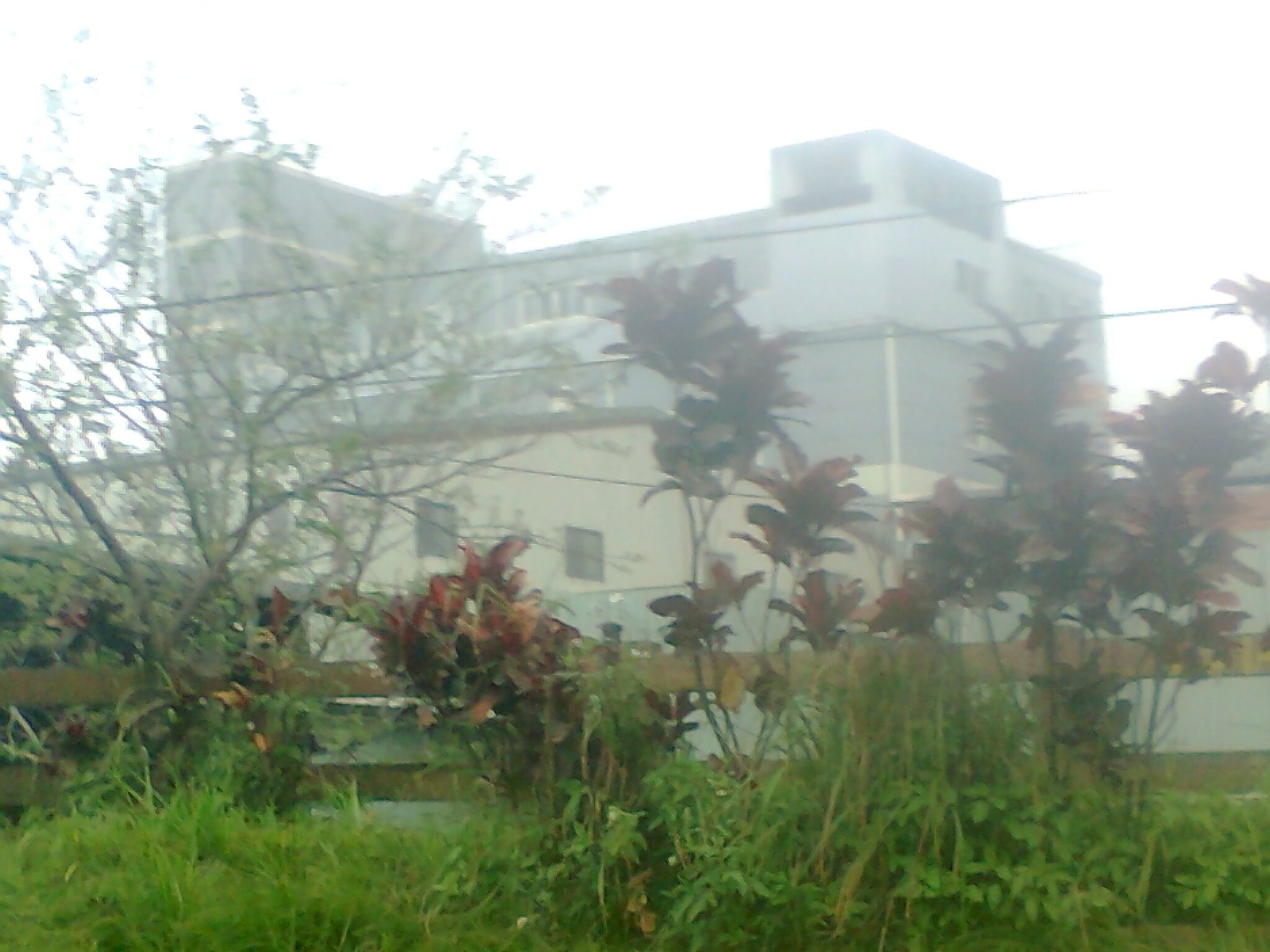
汐止段自行車道旁工廠

- 基隆河
- 五堵隧道
- 五堵火車站
- 星光河濱公園
- 星光橋
- 水尾灣園區
- 內湖復育園區
- 葫蘆洲運動公園
- 南湖左(右)岸河濱公園
- 成美左(右)岸河濱公園
- 彩虹橋 (台北市)
- 饒河街觀光夜市
- 彩虹河濱公園
- 觀山河濱公園
- 迎風河濱公園
- 美堤河濱公園
- 內湖運動公園
- 大佳河濱公園
- 圓山大飯店
- 林安泰古厝
- 花博公園
- 臺北市兒童新樂園
- 台北市立天文科學教育館
- 台北市立美術館
- 百齡左(右)岸河濱公園

## 外部連結
- 基隆河左右岸親水自行車道 （页面存档备份，存于）